# Twin Peaks - Ultimele șapte zile ale Laurei Palmer
Twin Peaks - Ultimele șapte zile ale Laurei Palmer (titlu original: Twin Peaks: Fire Walk with Me) este un film american și francez din 1992, psihologic și de groază. Este regizat de David Lynch după un scenariu de  Lynch și Robert Engels pe baza serialului TV Twin Peaks (1990–1991) creat de Lynch și Mark Frost. Filmul este o continuare a acestui serial. Rolurile principale au fost interpretate de actorii Sheryl Lee, Moira Kelly și  David Bowie.

## Prezentare
Filmul, care este un prequel al serialului de televiziune, începe cu descoperirea cadavrului Teresei Banks și cu ancheta legată de acest caz. Agentul Cooper are o premoniție, conform căreia un alt omor va avea loc. La un an după aceste evenimente, sunt prezentate ultimele șapte zile din viața Laurei Palmer.

## Distribuție
- Sheryl Lee - Laura Palmer
- Moira Kelly - Donna Hayward
- David Bowie - Phillip Jeffries
- Chris Isaak - agentul special Chester Desmond
- Harry Dean Stanton - Carl Rodd
- Ray Wise - Leland Palmer
- Kyle MacLachlan - agentul special Dale Cooper
- Mädchen Amick - Shelly Johnson
- Dana Ashbrook - Bobby Briggs
- Phoebe Augustine - Ronette Pulaski
- Frank Silva - Bob
- Eric Da Re - Leo Johnson
- Miguel Ferrer - Albert Rosenfield
- Pamela Gidley - Teresa Banks
- Heather Graham - Annie Blackburn
- Frances Bay - doamna Tremond
- Peggy Lipton - Norma Jennings
- David Lynch - Gordon Cole
- James Marshall - James Hurley
- Jürgen Prochnow - Woodsman
- Kiefer Sutherland - agentul Sam Stanley
- Lenny Von Dohlen - Harold Smith
- Grace Zabriskie - Sarah Palmer
- Gary Hershberger - Mike Nelson
- Al Strobel - Philip Michael Gerard
- Gary Bullock - șeriful Cable

## Coloană sonoră
| Lista cântecelor |                                                                                        |                 |                    |         |  |
| Nr.              | Titlu                                                                                  | Versuri         | Muzică             | Lungime |  |
| 1.               | „Theme from Twin Peaks: Fire Walk with Me”                                             |                 | Angelo Badalamenti | 6:40    |  |
| 2.               | „The Pine Float”                                                                       |                 | Badalamenti        | 3:58    |  |
| 3.               | „Sycamore Trees” (vocals by Jimmy Scott)                                               | David Lynch     | Badalamenti        | 3:52    |  |
| 4.               | „Don't Do Anything (I Wouldn't Do)”                                                    |                 | Badalamenti        | 7:17    |  |
| 5.               | „A Real Indication” (by Thought Gang, vocals by Badalamenti)                           | Lynch           | Badalamenti        | 5:31    |  |
| 6.               | „Questions in a World of Blue” (vocals by Julee Cruise)                                | Lynch           | Badalamenti        | 4:50    |  |
| 7.               | „The Pink Room”                                                                        |                 | Badalamenti        | 4:02    |  |
| 8.               | „The Black Dog Runs at Night” (by Thought Gang, vocals by Badalamenti)                 | Lynch           | Badalamenti        | 1:45    |  |
| 9.               | „Best Friends”                                                                         |                 | Badalamenti        | 2:12    |  |
| 10.              | „Moving Through Time”                                                                  |                 | Badalamenti        | 6:41    |  |
| 11.              | „Montage from Twin Peaks: "Girl Talk"/"Birds in Hell"/"Laura Palmer's Theme"/"Falling” |                 | Badalamenti        | 5:27    |  |
| 12.              | „The Voice of Love”                                                                    |                 | Badalamenti        | 3:55    |  |
| Lungime totală:  | Lungime totală:                                                                        | Lungime totală: | Lungime totală:    | 57:04   |  |